# De gouden gitaar
De gouden gitaar is een Nederlandstalig jeugdboek, geschreven door Paul Biegel en uitgegeven in 1962 bij Uitgeverij Holland in Haarlem. De eerste editie werd geïllustreerd door Babs van Wely. Het is het eerste werk van Biegel dat als losstaand boek werd uitgegeven.

## Inhoud
Het boek, geschreven voor kinderen van 6 tot 9 jaar, draait om een muis die zich, nadat zijn familie hem door een uil is ontnomen, met zijn gitaar verborgen houdt voor de buitenwereld. Als hij van de burgemeester echter het verzoek krijgt op zijn verjaardag muziek te maken ziet de muis zich toch genoodzaakt zijn huis te verlaten.